# Jes Ole Petersen
Jes Ole Petersen (født 22. maj 1955 i Haslev) er en dansk journalist og dokumentarfilm-og TV-producent. Søn af Ingis Petersen (1922 – 1986) og Knud Ejvind Petersen (1925 - 1970). 

## Uddannelse og karriere
Jes Petersen er student fra Struer Statsgymnasium 1974 og blev, efter en årrække med forskellige beskæftigelser og en del rejser i Europa, USA, Afrika og Stillehavsregionen, uddannet som journalist fra Danmarks Journalisthøjskole i 1986.

## Arbejde og produktioner
Jes Petersen har produceret radioprogrammer til DR samt dokumentarprogrammer til DR TV. I en periode var han tilknyttet DR`s dokumentargruppe.
Sideløbende har han arbejdet som højskoleunderviser blandt andet på Askov Højskole og Esbjerg Højskole. I 2000 stiftede han filmselskabet Primeview APS, som siden har produceret dokumentarfilm, som for de flestes vedkommende har været vist i Danmarks Radio. Jes Petersen har blandt andet beskæftiget sig med formidling af videnskab – heriblandt Danmarks engagement i rumfart. Desuden har han portrætteret en række videnskabsfolk og deres forskning. Blandt andet professor Jens Christian Svennings arbejde med rewilding, professor Nils Olsen og hans arbejde med Jordens magnetfelt og professor Jesper Rybergs forskning i strafferetslovgivning og strafferetspraksis samt om Hans Ulrik Nørgaard Nielsens videnskabelige arbejde med Planck-satellitten. Derudover har Jes Petersen produceret en række dokumentarfilm om danske kyster, om kortlægning af Danmark, om opmåling af Mount Everest og om konfliktløsning i Burkina Faso med flere. Jes Petersen blev i 1997 nomineret til en Tv Oscar for filmen 'Når nøden er størst'.

## Privat
Jes Ole Petersen voksede op i Struer, men bor i dag i Fjaltring i Vestjylland hvorfra han også driver sit TV produktionsselskab. Han er gift med projektleder Lise Arnth Nielsen og sammen har de døtrene Pi Arnth Petersen og Anna Arnth Petersen, samt sønnen Tor Arnth Petersen.

## Filmografi. Dokumentar, oplysnings og instruktionsfilm
- “DDR år 0..” Om Berlinmurens fald, 1989
- “Gøglerliv””. Om Rainer Thiery, 1992
- “Og efter Torturen...”. Om langtidskonsekvenserne af torturen i Chile, 1993/1994
- “De uskyldige Ofre” Om tortur mod børn, 1995
- “Vejen til Livet” - Om gadebørn i Cape Town i Sydafrika, 1996
- “Når Nøden er størst” Om manglen på præ-hospitalt beredskab i Danmark, 1997
- “Bondefanget” Om udnyttelse af unge baltere i landbruget, 1998/1999
- “Hvor er stroppen og Fornuften”. Om redning til søs, ????
- “Velfærds Danmark 1+2” Om politikeres fremtidsvisioner for Danmark, 1999/200
- ”Alle tiders Å” Om genopretningen af  Skjern Å, 2001/2002
- ”Manden midt Imellem" Om en ung 2.generation indvandrer som uddanner sig til politibetjent2001/2002
- ”Væltepeter til Havs" Om stabilitet på fiskerskibe, 2002-2003
- ”Jeg er jo lige Her" Om børneliv, 2002/2003
- ”Respekt Mand” Om de små forskelle der nærer racisme, 2004
- ”Kysten under Forandring” Om kystsikring, klimaforandringer og de danske kyster, 2005
- ”At klare det der Kommer” Om den verden psykiatriske patienter lever i, 2006
- ”Far Hjælper” Om Fiskeriets Arbejdsmiljøtjeneste, 2006
- ”Konfliktløsning - det umuliges Kunst” Om konfliktløsning i Burkina Faso, 2006
- ”Med lov skal land Bygges” Om krigen på Sri Lanka, 2007/2008
- ”Metermandens Trekanter” Om Thomas Bugges opmåling afDanmark, 2007/2008.
- ”Mor og Datter” Om psykiske lidelser, 2007/2008
- ”Fiksering og Alternativer” om at håndtere voldsomme psykisk syge, 2009
- ”Lille forskel-stor Effekt” Om at beskæftige folk med psykiske lidelser, 2009
- ”Vi ved det Virker” Om behandlingsforløb der redder liv på sygehusene, 2009
- ”Fra Stjernefrø til Storspiller” Om eliteudvikling af unge håndboldspillere, 2010
- ”Den danske Kvalitetsmodel” Om den danske kvalitetsmodel, 2010
- ”Planck-Rejsen mod Skabelsen” Om Planck-rumteleskopet, 2011
- ”På ret Køl” Om stabilitet på små fiskefartøjer, 2011
- ”Under Himlens Tag” Om opmåling af Mount Everest, 2012
- ”Hvad nu lille Du” Om unges valg af uddannelse, 2012
- ”Hvordan virker det” Om at anvende blodprøveapparat, telemedicinsk instruktion, 2012
- ” Syv Forskerportrætter” Om 7 danske forskere og deres forskning, 2012
- ”De borer og Søger” Om videnskabelige boringer på Grønland, 2012
- ”Mand Overbord” Om sikkerhed til søs, 2012
- ”I videnskabens Tjeneste” Om bygningen af det danske forskningsfartøj Aurora, 2014
- ”Skejby film” – film om behandlingsform på Skejby Sygehus, 2014
- ”Hvad lyset Fortalte” Om Planck-rumteleskopet og om en dansk forskning i af B-modes, 2014
- ”Havbundens Hemmeligheder” Om det liv der findes dybt nede i havbunden, 2014
- ”Når vandet Kommer” Om danskernes livtag med vand gennem historien, 2016
- ”Fiskeriformer” Om forskellige fiskeriformer, 2016
- ”The mysterious magnetic Field” Om Swarm rumprojektet og Magnetfeltet omkring Jorden, 2017
- ”De mystiske Lyn” Om Atmosphere-Space Interactions Monitor projektet, der skal måle lyn over skyerne, 2018.

## Eksterne links
- http://www.primeview.dk/index.asp?ID=22&TopID=2

 Der er for få eller ingen kildehenvisninger i denne artikel, hvilket er et problem. Du kan hjælpe ved at angive troværdige kilder til de påstande, som fremføres i artiklen.